# Спрацьованість
Спрацьованість — це результат взаємодії конкретних учасників діяльності. Вона характеризується продуктивністю, емоційно–енергетичними витратами та задоволеністю собою, партнерами та змістом роботи.
Першим критерієм розмежування спрацьованості та сумісності є характеристика умов взаємодії. Це офіційні умови (пов'язані з вирішенням завдань) та неофіційні умови (пов'язані із задоволенням потреби у спілкуванні). Другим критерієм є відносна значущість одного з партнерів та суб'єктивна задоволеність один одним. Третій критерій — напруженість (енергозатрати) в процесі вирішення спільного завдання. 
Спрацьованість характеризується задоволенням змістом діяльності, сумісність — задоволенням спілкуванням. Ідеться про різну спрямованість членів групи — на зміст діяльності або на міжособистісні стосунки. Звідси психологічний клімат групи можна визначати через задоволеність міжособистісними стосунками по вертикалі (керівних — підлеглі) та горизонталі (виконавці). Опосередковано, через систему цих відносин, сумісність та спрацьованість регулюють ставлення людини до провідної діяльності, праці. Несумісність і неспрацьованість с головними чинниками конфліктних ситуацій.